# Nová scéna (Praha)
Nová scéna Národního divadla je novodobá postmoderní divadelní budova, která vznikla v Praze na Novém Městě na Národní třídě v letech 1977–1983. Někdy bývá označována také jako brutalistní. V roce 2021 byla budova Nové scény prohlášena kulturní památkou.

## Historie

### Volba místa a projekt budovy

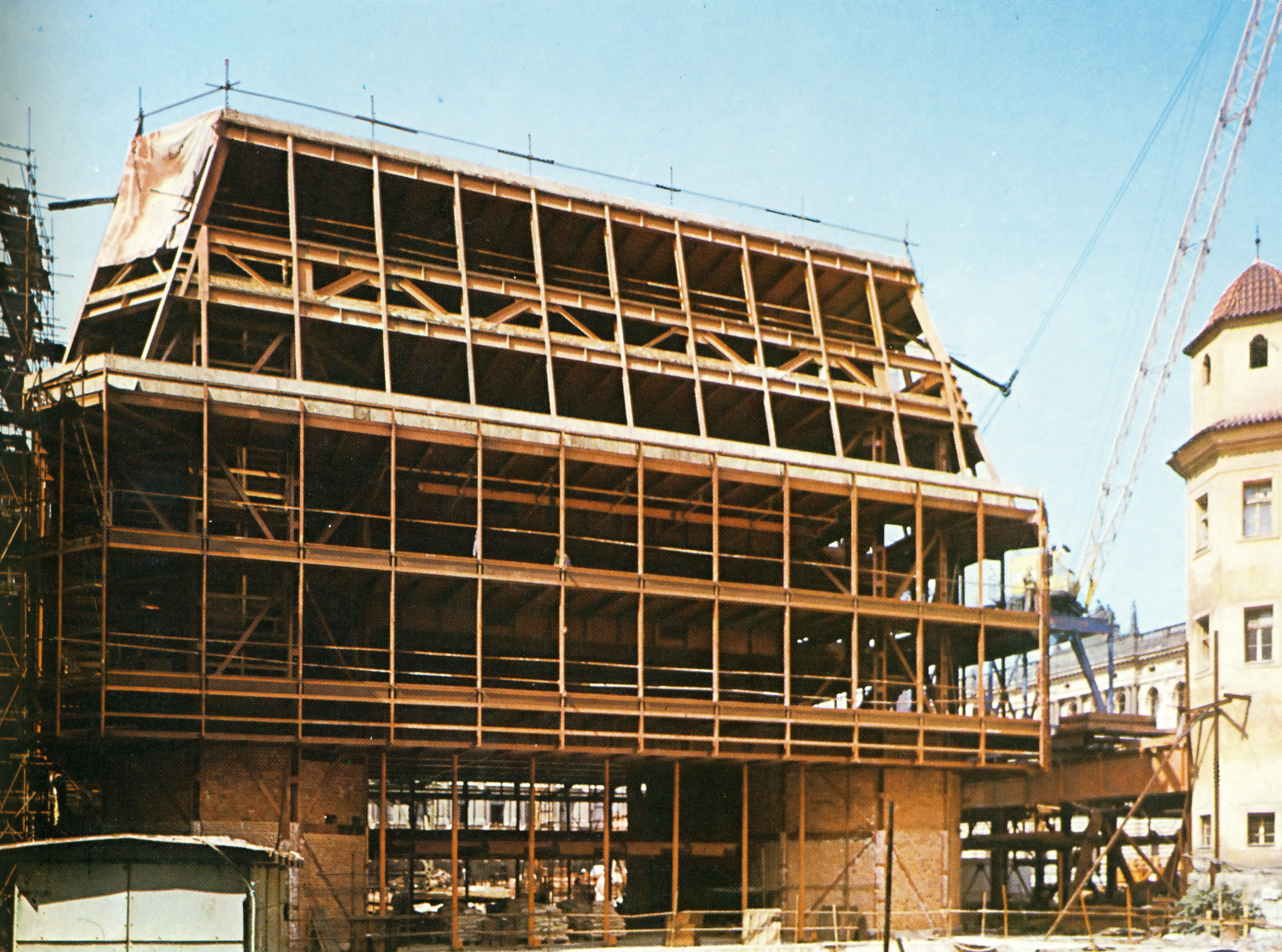
Nosná ocelová konstrukce stavby ND vyrobená v mostárně tehdejších VŽKG v Ostravě v letech 1979 až 1981. Na snímku je tzv. restaurační budova, kterou poté restituční zákon omylem přiřkl řádu sv. Voršily a stala se předmětem sporů a spekulací. Pohled ze dvora (zahrady) voršilského kláštera.

V rámci rozsáhlé rekonstrukce pražského Národního divadla, která se uskutečnila v letech 1977–1983, byl řešen i náročný urbanistický úkol nové zástavby prostoru mezi Národním divadlem a voršilským klášterem . O využití nejbližšího okolí historické budovy Národního divadla se uvažovalo už brzo po druhé světové válce, když při obnově starých divadelních budov zničených za náletů docházelo k výrazné modernizaci jejich provozů. Realizace takového objektu v bezprostřední blízkosti historicky významné divadelní budovy nicméně představovala velkou výzvu a mnozí urbanisté a architekti preferovali raději zcela nové lokality.
Bezprostřední pohyb do celé věci vnesla v roce 1958 nezbytná demolice tzv. Chourových domů, velkého objektu činžákového typu, který stál na Národní třídě mezi budovou Národního divadla a voršilským klášterem. Tento prostor, rozšířený postupně především dalšími demolicemi, se pokusilo – za stále se měnících dispozic – zvládnout několik architektů. Uskutečnilo se několik architektonických soutěží v letech 1953, 1958–1959, 1962 a 1964. Přinášely různá řešení, někdy moderní, jindy klasicizující. Nakonec byl vypracováním projektu pověřen vítěz obou posledních soutěží Bohuslav Fuchs. Ten představil projekt, který počítal s náměstíčkem v centrální části, ponořeným pod úroveň terénu a obklopeným moderními objekty. Po jeho smrti v roce 1973 bylo jeho autorské právo převedeno na Státní ústav pro rekonstrukci památkových měst a objektů (SÚRPMO), který v roce 1976 předložil ke schválení finální plány vypracované týmem architektů pod vedením Pavla Kupky. Na volném prostranství měly vzniknout tři nové objekty: provozní budova divadla, restaurace a přímo u Národní třídy budova se společenským sálem. Čas od času se objevovaly diskuze, že by pro Laternu Magiku mohly vzniknout prostory jinde a že by celá Nová scéna mohla vzniknout např. na Smíchově, kde byla zvažována rozsáhlá asanace.

### Nová soutěž, přepracování stavby a její dokončení

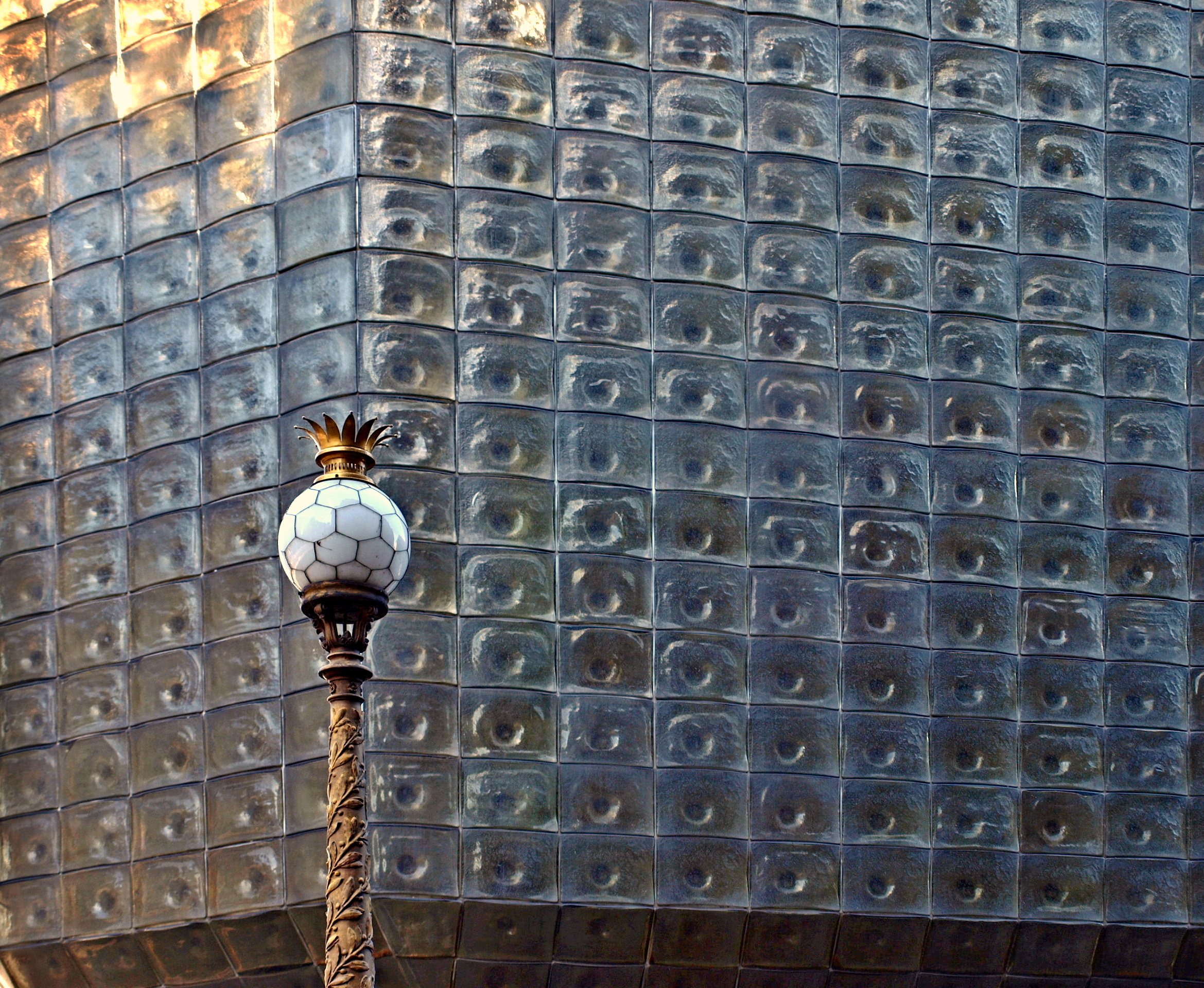
Detail opláštění budovy Nové scény

V roce 1980, kdy rekonstrukce historické budovy Národního divadla značně pokročila, se do projektu zapojil scénograf Josef Svoboda (když před tím zkrachoval jeho projekt nové divadelní budovy pro soubor Laterny magiky ve Spálené ulici). Svoboda přišel s protinávrhem na konečné řešení novostavby hlavní budovy u Národní třídy a její následné využití pro Laternu magiku. Budova současné Nové scény byla v té době sice již rozestavěná, nicméně na základě Svobodova podnětu byla vypsána vyzvaná architektonická soutěž nad danou lokalitu se zadáním vybudovat divadelní sál pro Novou scénu. To nicméně znamenalo kompletně změnit využití objektu ze společenského sálu na plnohodnotnou divadelní budovu, navíc v místě, které k tomu původně nebylo určeno.
Osloveni byli Karel Prager z Ústavu výstavby hlavního města Prahy a Zdeněk Kuna ve spolupráci s Josefem Svobodou. Zatímco Karel Prager ve své koncepci sledoval víceúčelovost projektu a prostorovou flexibilitu, Josef Svoboda se Zdeňkem Kunou prosazovali jednoúčelovost pevného, funkčně odpovídajícího kukátkového prostoru. Ideová rada nakonec vybrala k realizaci projekt Svobody a Kuny, kteří však na realizaci požadovali prodloužení lhůty k dopracování náročného projektu. To se nelíbilo městskému výboru komunistické strany, který měl v rozhodování o projektu hlavní slovo, a ten nakonec pověřil realizací Karla Pragera. Skutečností také byl fakt, že otevření celého areálu bylo plánováno na rok 1983, tedy 100 let od slavnostního otevření Národního divadla (po požáru). Byl-li by zvolen projekt Svobody a Kuny, nebylo by možné tohoto dosáhnout. Omezení jak pro Pragera, tak i pro ostatní nebylo ale jen v krátkém čase, nýbrž i ve faktu, že museli počítat již s rozestavěnou stavbou a částečně zrealizovanou konstrukcí. Karel Prager celou budovu mírně posunul k Národní ulici a zkrátil směrem k historické budově divadla.
Jedním z problémů, které změna původního projektu přinesla, byla nutnost zajistit zvukovou izolaci sálu proti hluku z velmi frekventované Národní třídy. To bylo nakonec vyřešeno – na úkor rozměrů interiéru – těžkým fasádním pláštěm s obkladem z kamenných desek ze zeleného kubánského mramoru, přesněji serpentinitu, před kterým je předsazena stěna z vyfoukaných skleněných tvarovek podle návrhu Jaroslavy Brychtové a Stanislava Libenského. Z ekonomických důvodů byl stanoven požadavek zelený kámen využít, ačkoliv jeho akustické vlastnosti nebyly v tomto případě příliš vhodné. Bylo tomu tak proto, že ČSSR jeho dodávky obdržela od Kuby výměnným obchodem za zemědělskou techniku.
Těžké skleněné tvarovky byly zvoleny nejen z důvodu estetiky, ale také proto, že obklad z kamenných desek i fasádní plášť neizolovaly divadelní sál dostatečně. Až třetí vrstva umožnila dosáhnout požadovaných hodnot. Těchto nepřehlédnutelných tvarovek, které tvoří typický vzhled budovy Nové scény, je celkem 4306, každá má rozměr 80 × 60 × 40 cm a váží cca 40 kg. Původně bylo projektováno i nasvícení skleněného pláště, nicméně nakonec nebylo realizováno. Tvarovky dodala sklárna Kavalier v Sázavě nedaleko Benešova. Použito bylo sklo typu SIMAX. Průčelí budovy při klášteře voršilek naopak sestává z velikých tabulí determálního skla, rovněž vyrobeného sklárnou Kavalier.

### Provoz Nové scény
Slavnostní otevření se uskutečnilo dne 19. listopadu 1983. Zahajovacím představením Nové scény Národního divadla byl dne 20. listopadu 1983 Tylův Strakonický dudák. Nepříliš zdařilá[zdroj?] inscenace režiséra Václava Hudečka měla demonstrovat variabilitu prostoru v nejradikálnější variantě, sál byl uspořádán arénovitě s jevištěm uprostřed sálu a premiéra byla přenášena v přímém přenosu televizí. Jiří Tvrzník v Mladé frontě tehdy k inscenaci poznamenal: „Věřme, že dramaturgie a vedení činohry Národního divadla vyvodí z této natrpklé zkušenosti závěry, týkající se vhodnosti a nevhodnosti textů pro typ divadelního prostoru Nové scény. Jde totiž také o to, aby bylo uplatněno účelně a tvořivě všechno, co tato scéna nabízí.“ Ovšem první měsíce divadelní praxe na Nové scéně ukázaly silný rozpor mezi Novou scénou – snem, jak byla slibována a velebena v tisku, a Novou scénou – realitou. Například jakákoli přestavba hlediště v tomto prostoru byla velice náročná na čas i počet jevištních techniků (až dvoudenní prodlevy v provozu), a tak se brzy od možnosti variability upustilo. Velké problémy také způsobovala špatná akustika sálu, projevilo se poddimenzování provozních komunikací včetně výtahů i nepřiměřené tepelné a vzduchově hygienické podmínky. Činohře tedy nový prostor nesplňoval vysoká očekávání a původně zamýšlené komorní operní inscenace se tu nemohly realizovat z akustických důvodů.

### Nová scéna po roce 1989

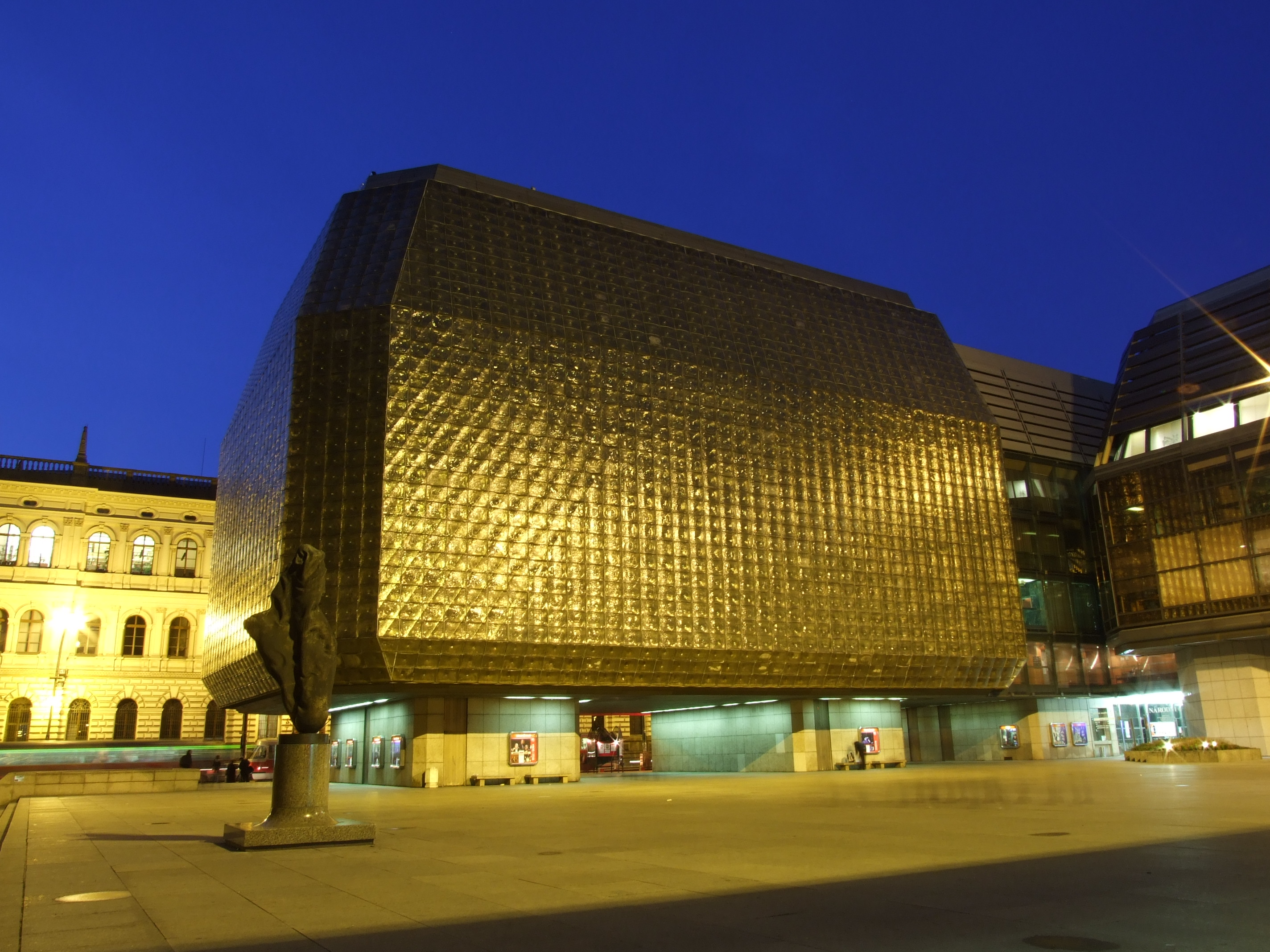
Nová scéna v noci.

Dne 10. února 1984 se na Nové scéně poprvé představila Laterna magika premiérou dětské opery Žvanivý slimejš. Toto představení se zde hrálo o víkendech spolu s další inscenací Kouzelný cirkus. Definitivně se ale Laterna magika na Novou scénu přesunula až o mnoho let později, v roce 1992. Rok před tím, v roce 1991, se totiž do tehdejšího působiště Laterny magiky, divadla Adria, vrátil Otomar Krejča s resuscitovaným Divadlem za branou. Ačkoli byl sál původně určen pro Laternu magiku a Divadlo za branou v něm bylo pouze v nájmu, dohoda mezi oběma subjekty se zdála být nemožná. S ohledem na to, že Národní divadlo bylo schopno přesunout všechny své umělecké aktivity z Nové scény do nově zrekonstruovaného Stavovského divadla, získala Laterna magika na dalších osmnáct let své útočiště na Nové scéně. Následné založení samostatné příspěvkové organizace Laterna magika tento fakt ještě formálně zvýraznilo; v delimitačním rozhodnutí ministra Uhdeho bylo stanoveno, že Laterna bude využívat budovu Nové scény na základě nájemní smlouvy. Budova byla také se souhlasem Národního divadla označena novým nápisem „Laterna magika“. Byly provedeny určité technické úpravy a potlačily se tak nepříznivé důsledky některých projekčních chyb. Umělecká identita prostoru pak splynula s tvorbou Laterny magiky.

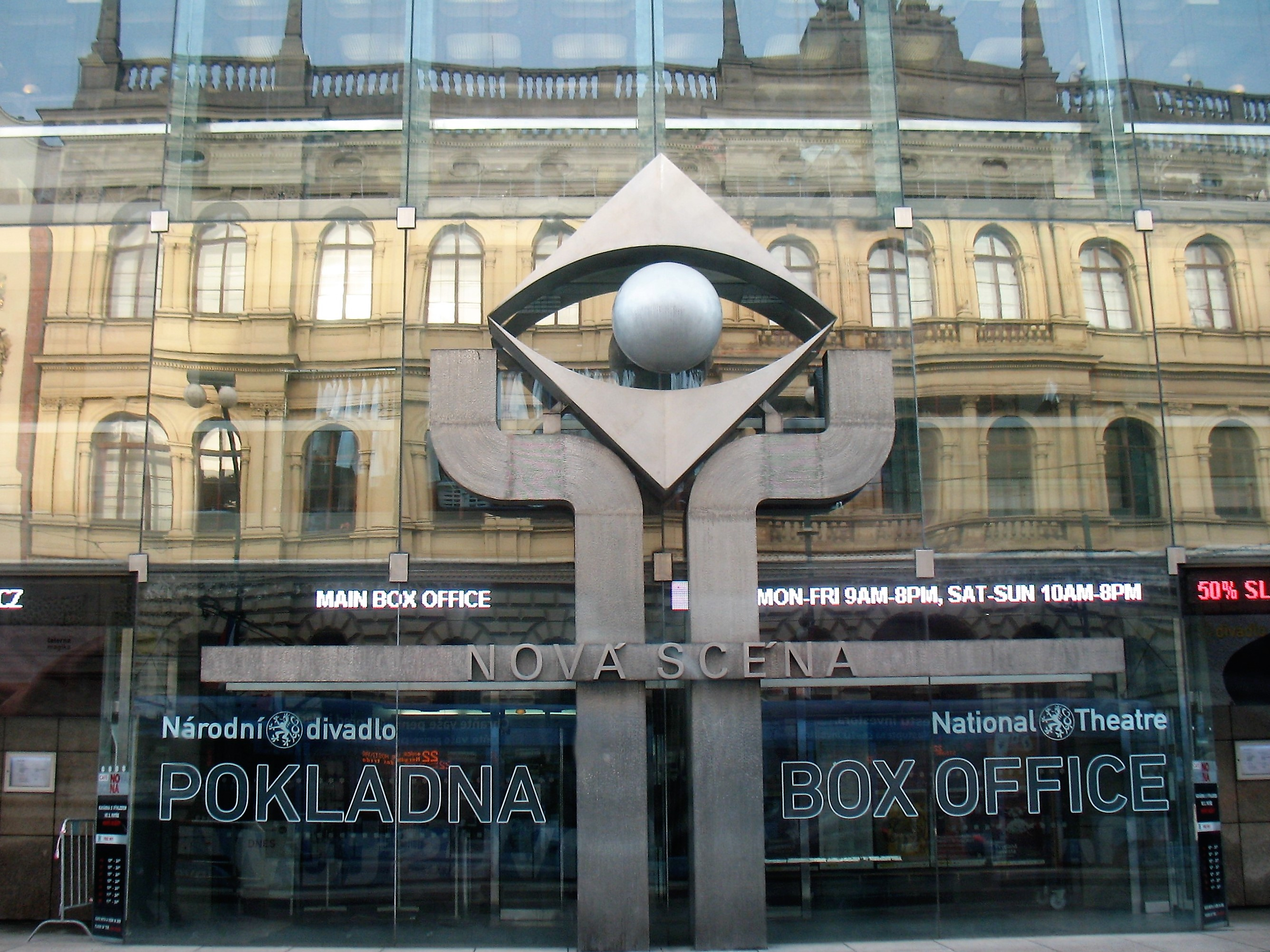
Průčelí Nové scény ND, v němž se odráží obraz protilehlé budovy AV ČR

V lednu 2010 přešla Nová scéna opět plně pod správu Národního divadla. Kromě souborů baletu a činohry Národního divadla tvoří i nadále část programu Nové scény představení Laterny magiky, jejíž umělecký soubor se opět stal součástí Národního divadla. Nová scéna nabízí na pražské kulturní mapě originální koncept činorodého uměleckého organismu. Budova je otevřená celý den a funguje jako veřejný kulturní prostor. Od časného dopoledne až do pozdních nočních hodin nabízí Nová scéna bohatý kulturní program, který významně rozšiřuje umělecké portfolio Národního divadla.
U příležitost zařazení Nové scény mezi kulturní památky představilo vedení Národního divadla plán rekonstrukce její budovy. V rámci ní by měla být budova přestavěna tak, aby bylo možné opět používat hlavní sál variabilně. Budou vyměněny některé opotřebované prvky v interiéru, původní fasáda má ale být zachována. Celková cena rekonstrukce se bude pohybovat okolo 2 miliard Kč. Zajímavostí zůstává, že jeden ze soutěžních návrhů přestavby (starší, od studia Mimosa architekti) počítal právě s prosvětlenou fasádou.
Při příležitosti 40. výročí od otevření budovy v roce 1983 se uskutečnila pro veřejnost tvorba modelu budovy z lega.

## Popis

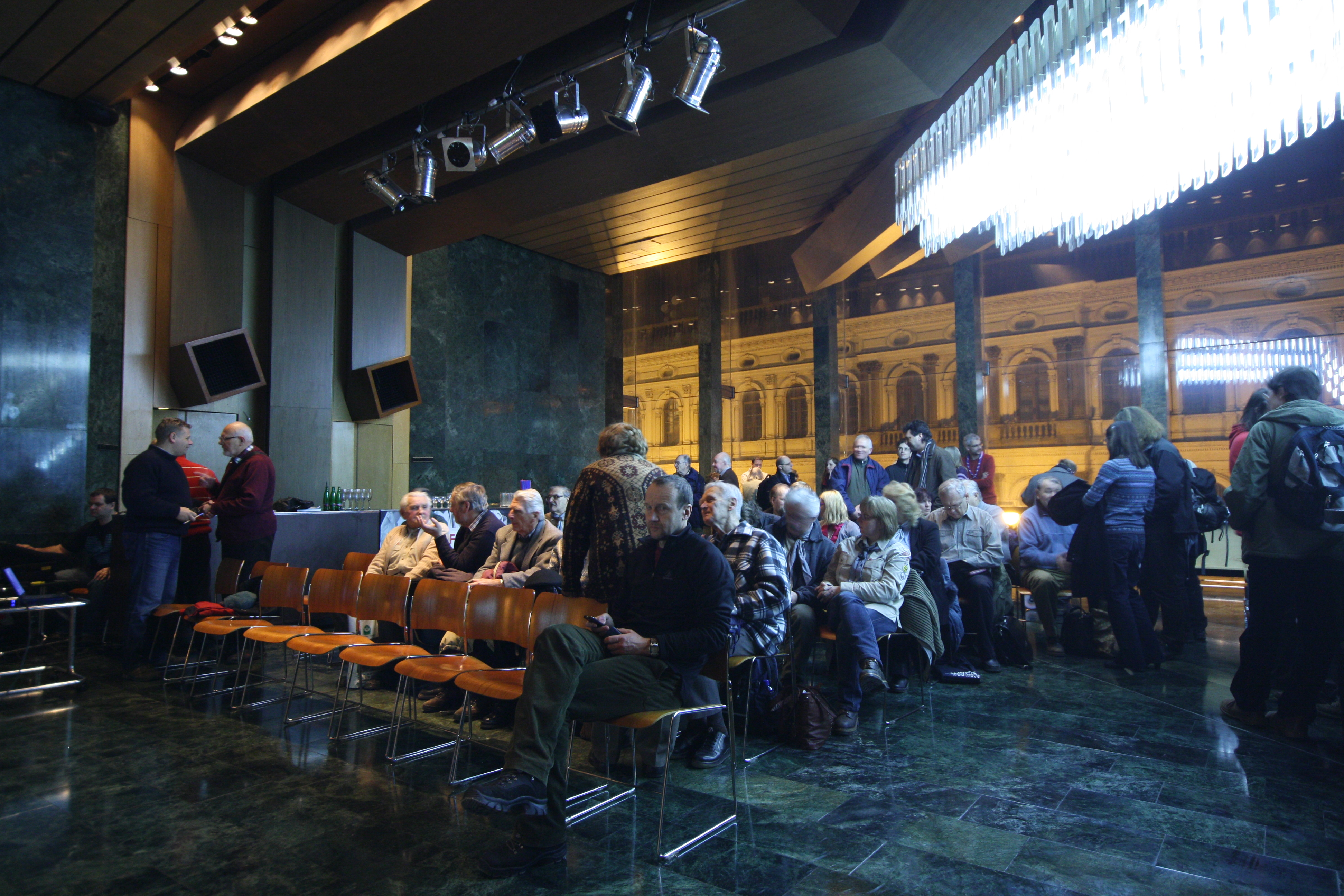
Prezentace v interiéru budovy. Národní třída je v pozadí.

Nová scéna představuje moderní koncept divadelní budovy, která během celého dne funguje jako umělecký prostor otevřený veřejnosti. Zatímco zvenku je Nová scéna budovou zdánlivě sevřenou, uvnitř překvapí velkorysým řešením interiéru. 
Veřejnosti přístupná jsou tři patra Nové scény. 
- V podzemních, veřejnosti nepřístupných prostorech, je umístěna část technické zázemí a v několika patrech také podzemní parkoviště.
- V přízemí (1. NP) je umístěna pokladna a informační centrum.
- Mezipatro (2. NP) je využíváno jako komorní prostor pro výtvarné instalace a projekce.
- Ve druhém patře (3. NP) se od roku 2010[17] nachází divadelní kavárna NONA s kapacitou více než sto míst, ze které se naskýtá prosklenými stěnami výhled na Národní třídu, divadelní piazzetu (Náměstí Václava Havla) a do Voršilské zahrady. Kavárna nabízí již od devíti hodin dopoledne snídaně, odpoledne se v ní konají literární pořady a zůstává otevřena dlouho po představení do nočních hodin.[18][19] Má nápadné osvětlení s podhledy, řešení interiéru zde uskutečnil architekt Pavel Geier.
- Ve foyer ve třetím patře (4. NP) je umístěno mobilní hlediště s kapacitou 70 míst, vznikl tak další prostor pro matiné, tiskové konference a projekty site-specific. Jeho vysoký strop doplňuje nápadný lustr. Jako dekorativní prvek byla upravena i vzduchotechnika s nápadnými vyústěními a obložením dřevem. Divadelní sál má kapacitu 400 míst a je (stejně jako celá budova) bezbariérově přístupný. Každý měsíc se v něm odehraje více než třicet divadelních představení. Díky akustickému stropu a stěnám působí sál dojmem, jako by byl prostor zcela neohraničený.

### Umělecká díla a dekorativní prvky v interiéru

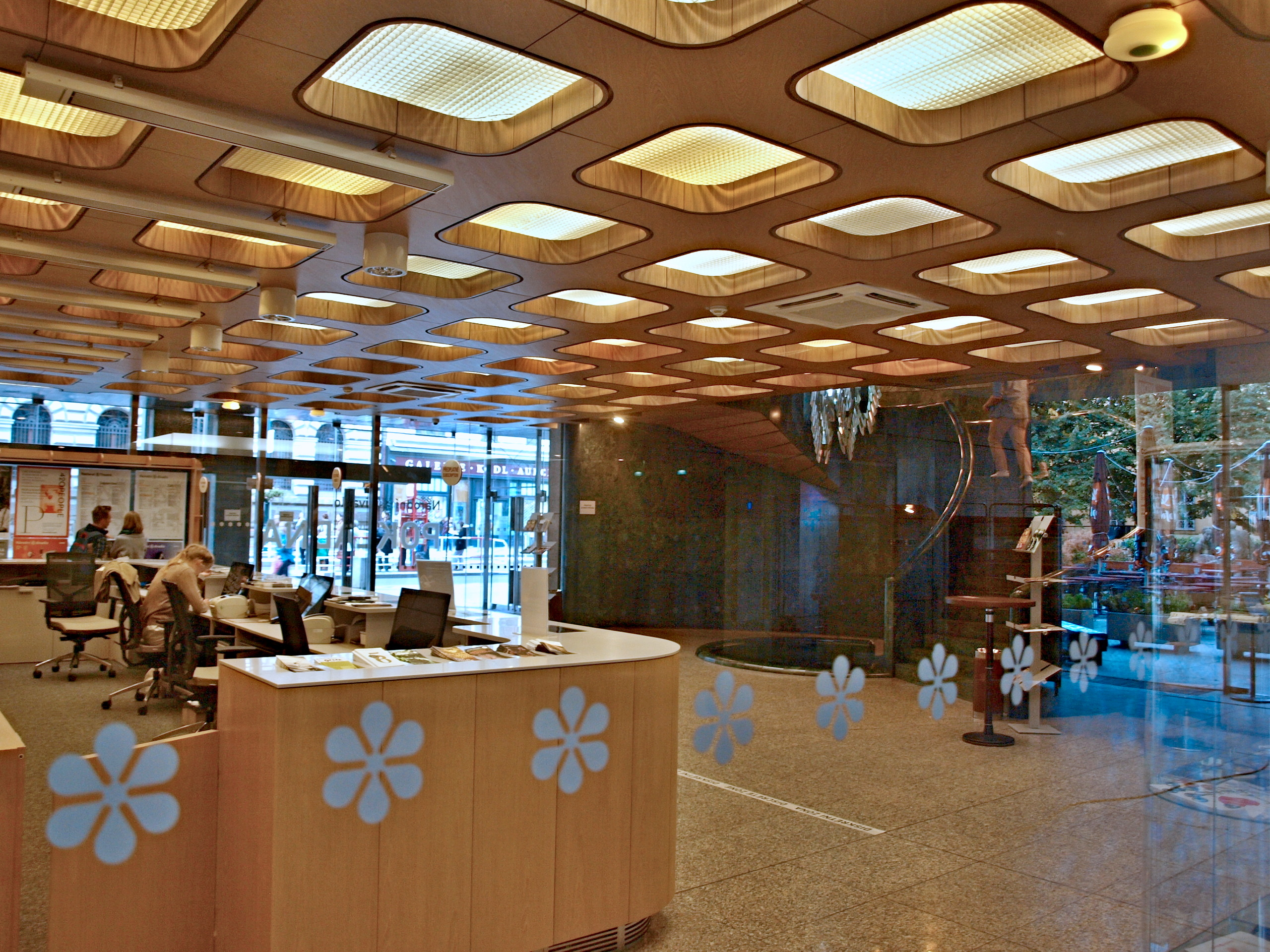
1. nadzemní podlaží, vstup do objektu.

Všechny patra propojuje točité schodiště obložené již zmíněným zeleným kubánským serpentinitem. Doplňuje jej masivní světelný objekt, který prochází přes několik pater, a jejímiž autory byli Pavel Hlava a Jaroslav Štursa. V prostorech kaváren a dalších byl použit i designový nábytek, např. křeslo T2407. Sám Karel Prager navrhl také i křesla v jevišti divadla. Vstupní hala Nové scény má stěny obložené deskami z kubánského hadce, je zde socha Píseň rodné země od Miloše Axmana, ve foyeru je obraz Česká krajina od Františka Jiroudka a reliéf Umění od Jana Simoty. Návrhy interiérů vytvořil Karel Prager za spolupráce výtvarníků Martina Sladkého, Zorky Smetanové, Pavla Hlavy, Jaroslava Štursy a Františka Víznera .

## Přijetí
Budova byla rovněž díky své nápadné podobě se skleněnými obkladačkami předmětem živé diskuze mezi Pražany. Historik umění Pavel Kalina budovu označil (především kvůli interiérům, které se nápadně podobají dobovým objektům pro politickou reprezentaci) za vykazující jistou míru baroknosti ve vztahu k tzv. socialistickému baroku. Postupem času i přes monumentalitu prvků začala být nicméně vnímána jako začleněná do okolního prostoru. 